# Demospongiae
Pour les articles homonymes, voir Éponge siliceuse.
Classe
Position phylogénétique
- Opisthocontes
  - Choano-organismes
    - Choanoflagellés
    - Métazoaires
      - Porifera
        - Éponges hexactinellides
        - Démosponges
        - Éponges calcaires

      - Epithéliozoaires
        - Homoscléromorphes
        - Placozoaires
        - Eumétazoaires
          - Cténophores
          - Cnidaires
          - Bilatériens
            - Orthonectides
            - Deutérostomiens
              - Chordés
              - Xénambulacraires
                - Ambulacraires
                - Xénacoelomorphes

            - Protostomiens
              - Chétognathes ?
              - Lophotrochozoaires

              - Ecdysozoaires
                - Panarthropodes
                - Nématozoaires
                - Scalidophores

Les démosponges (Demospongiae ou Demospongea, du grec dēmos 'peuple' et spoggiá 'éponge') sont des organismes métazoaires, d'organisation très simple. Elles ne sont pas organisées en feuillets. Elles n'ont pas de tissus car pas d'adhésion cellulaire. On les appelle également silicosponges. Elles appartiennent à l'embranchement des spongiaires, éponges ou Porifera, aujourd'hui éclaté en quatre classes : les démosponges, les hexactinellides, les éponges calcaires et les homoscléromorphes. Des données phylogénétiques moléculaires ont en effet montré que les homoscléromorphes ne sont pas des démosponges, les homoscléromorphes forment donc une quatrième classe d'éponges.
Les démosponges occupent tous les environnements aquatiques de la Terre, des plaines abyssales aux eaux douces. Les organismes adultes sont fixés. En revanche, les larves sont mobiles, ce qui facilite leur dissémination.

## Histoire
Des traces fossiles bioindicatrices d'éponges sont enregistrées par les sédiments marins (et notamment le 24-isopropylcholestanes, hydrocarbure issu des stérols C30 (supposé uniquement produit par les démosponges marines primitives et contemporaines car trouvé dans les démosponges modernes, mais pas chez les choanoflagellés, les éponges calcaires (Calcarea), les éponges siliceuses (Hexactinellida) ni chez les eumétazoaires) laissent penser que les démosponges étaient déjà abondamment présentes il y a plus de 600 ou 700 millions d'années y compris dans les mers durant la période glaciaire du Néoprotérozoïque (1,000–542 millions d'années avant nos jours).
Cependant, curieusement aucun fossile de spicules ou de démosponges entiers n'a été trouvé dans le Néoprotérozoïque et on ne trouve pas de fossiles convaincants d'éponges dans les couches plus anciennes que celles du Cambrien: le fossile de démosponge le plus ancien a été trouvé au Groenland, il date d'environ 515 millions d'années (Cambrien série 2, étage 3) et semble appartenir aux Heteroscleromorpha.
Cette disparité temporelle freine la compréhension de l'enregistrement fossile préhistorique :
- soit les biomarqueurs aujourd'hui supposés spécifiques aux démosponges ne le sont pas (ils pourraient provenir des stérols d'un autre organisme non identifié à ce jour) et il se trouve qu'il ne sont plus aujourd'hui présents que dans des démosponges modernes ;
- soit les spicules ne caractérisent pas les démosponges primitives.

Résoudre ce dilemme implique de mieux comprendre la position phylogénétique d'un autre groupe ; celui des éponges hexactinellides qui non seulement produit une spicule jugée comparable à celles des démosponges, mais semble apparu à la même époque (autour de la limite précambrienne/cambrienne).  
Après deux approches analytiques indépendantes et l'étude de jeux de données incluant des analyses phylogénétiques moléculaires classiques, ainsi que les études de présence/absence de gènes spécifiques (microARN) Sperling et ses collègues ont conclu en 2010 que les démosponges sont un groupe monophylétique et que les hexactinellidés sont leur groupe sœur (formant conjointement le silicea). Ainsi, les spicules doivent avoir évolué avant le dernier ancêtre commun de tous les siliceans vivants, ce qui suggère la présence d'un écart important dans le bilan fossile spicule silicean. Les estimations de la divergence moléculaire datent de l'origine de ce dernier ancêtre commun bien au sein du Cryogenien, conformément au record du biomarqueur.

## Structure
Toutes les démosponges sont de type leucon et raghon (le type le plus complexe d'Éponges).
Le squelette plus ou moins rigide est constitué de spicules tétractines de nature siliceuse ou de spongine. Certaines spicules peuvent être de grande taille (mégasclères). Elles sont indispensables à la structure de l'animal. D'autres, plus petites, les microsclères, sont noyées dans le parenchyme.

## Nutrition
Les choanocytes des chambres choanocytaires créent un courant d'eau grâce au battement de leur flagelle. Le dioxygène et les particules alimentaires (dinoflagellés, bactéries, particules organiques détritiques…) sont capturés par ces mêmes choanocytes. La digestion est intracellulaire. Certaines espèces vivant à de grandes profondeurs sont carnivores, comme Cladorhiza abissicola. Elles ne possèdent alors pas de système aquifère permettant un courant d'eau; le dioxygène diffuse simplement à travers l'organisme.
Les déchets sont évacués au niveau de pores exhalants.

## Reproduction
La plupart des espèces de démosponges sont hermaphrodites. Les spermatozoïdes sont émis au niveau de pores exhalants et nagent librement jusqu'au pore inhalant d'un autre individu. La fécondation a lieu dans l'éponge réceptrice. Il peut y avoir formation d'œufs, voire développement d'embryons dans l'éponge mère. Les larves sont ensuite libérées et nagent jusqu'à un support sur lequel elles se fixent.

## Systématique

### Phylogénie
Avec le développement de la systématique moléculaire, il a été possible de vérifier les hypothèses sur l'homologie morphologique et les hypothèses évolutives qui en découlent. Plusieurs d'espèces de Demospongiae ont été séquencées pour un fragment de l'ADNr 28S. Celles qui ont été examinées dans les Astrophorida présentaient de nombreuses particularités morphologiques et certains de ces caractères ont pu être réévalués d'après les données moléculaires. Les résultats sont en contradiction avec la classification historique. La classification est donc bouleversée.

### Liste des ordres et genres
Auparavant, la classification classique était, selon le World Porifera Database du World Register of Marine Species (24 juin 2014) :
- ordre Agelasida Verrill, 1907
- ordre Astrophorida Sollas, 1888
- ordre Chondrosiida Boury-Esnault et Lopès, 1985
- ordre Dendroceratida Minchin, 1900
- ordre Dictyoceratida Minchin, 1900
- ordre Hadromerida Topsent, 1894
- ordre "Halichondrida" Gray, 1867 (polyphyletique)
- ordre Haplosclerida Topsent, 1928
- ordre "Lithistida" Sollas, 1888 (polyphyletique)
- ordre Poecilosclerida Topsent, 1928
- ordre Spirophorida Bergquist et Hogg, 1969
- ordre Verongiida Bergquist, 1978
- genre incertae sedis Myceliospongia Vacelet et Perez, 1997

Plus récemment, Morrow & Cárdenas (2015) proposent une révision en profondeur des Demospongiae, prenant en compte les résultats de phylogénie moléculaire de ces vingt dernières années. Morrow & Cárdenas (2015) proposent de regrouper les ordres dans trois sous-classes: Heteroscleromorpha, Verongimorpha et Keratosa. De 13 ordres auparavant (voir ci-dessus), on passe à 22 ordres: Morrow & Cárdenas (2015) proposent l'abandon de cinq ordres, considérés comme polyphylétiques (Hadromerida, Halichondrida, Halisarcida, "Lithistida", Verticillitida). Ils ressuscitent ou élèvent six ordres supplémentaires (Axinellida, Merliida, Spongillida, Sphaerocladina, Suberitida, Tetractinellida). Enfin, ils créent sept nouveaux ordres (Bubarida, Desmacellida, Polymastiida, Scopalinida, Clionaida, Tethyida, Trachycladida). Ces propositions ont été rapidement adoptées par le World Porifera Database du World Register of Marine Species (2 août 2015) :
Sous-classe Heteroscleromorpha Cárdenas, Pérez, Boury-Esnault, 2012
- ordre Agelasida Verrill, 1907
- ordre Axinellida Lévi, 1953
- ordre Biemnida Morrow et al., 2013
- ordre Bubarida Morrow & Cárdenas, 2015
- ordre Clionaida Morrow & Cárdenas, 2015
- ordre Desmacellida Morrow & Cárdenas, 2015
- ordre Haplosclerida Topsent, 1928
- ordre Merliida Vacelet, 1979
- ordre Poecilosclerida Topsent, 1928
- ordre Polymastiida Morrow & Cárdenas, 2015
- ordre Scopalinida Morrow & Cárdenas, 2015
- ordre Sphaerocladina Schrammen, 1924
- ordre Spongillida Manconi & Pronzato, 2002
- ordre Suberitida Chombard & Boury-Esnault, 1999
- ordre Tethyida Morrow & Cárdenas, 2015
- ordre Tetractinellida Marshall, 1876
- ordre Trachycladida Morrow & Cárdenas, 2015
- Heteroscleromorpha incertae sedis

Sous-classe Verongimorpha Erpenbeck et al., 2012
- ordre Chondrillida Redmond et al., 2013
- ordre Chondrosiida Boury-Esnault et Lopès, 1985
- ordre Verongiida Bergquist, 1978

Sous-classe Keratosa Grant, 1861
- ordre Dendroceratida Minchin, 1900
- ordre Dictyoceratida Minchin, 1900

### Utilisations
Depuis des siècles, certaines éponges ont été récoltées et traitées pour les soins corporels. 
Les éponges marines sont étudiées pour leurs capacités de filtration et à produire des substances antibiotiques, qui pourraient inspirer des solutions biomimétiques. 
Parce qu'elles sont de puissants filtres (« une éponge de la taille d'un ballon de football peut filtrer presque une piscine en une journée », et parce qu'à la différence de la plupart des autres animaux, elles ne font pas de discrimination dans la nourriture et les particules qu'elles absorbent, les éponges pourraient aussi servir de capteurs d'ADN environnemental pour, par des méthodes de métabarcoding mieux inventorier la biodiversité sous-marine et suivre la santé des océans, en complément des suivi utilisant l'imagerie ou les analyses physicochimiques de l'eau. Elles concentrent du matériel génétique dispersé dans l'eau de mer, ADN qui signale (via des analyses utilisant des sondes moléculaires) la présence dans leur environnement de végétaux, animaux, champignons, bactéries, archées et virus. Stefano Mariani, écologue spécialiste des milieux marins a fait de premiers tests à l'Université de Salford ; à partir de quelques spécimens d'éponges, il a isolé l'ADN de 31 types d'organismes, dont phoque de Weddell, manchot à jugulaire et morue. Inversement en étudiant l'ADN environnemental qu'elle contient, il sera possible de savoir d'où provient une éponge par exemple trouvé dans un chalut. Les éponges ne vivent pas en haute mer ni dans la colonne d'eau, mais de telles éponges pourraient être fixées sur des bouées, des ROV ou autres véhicules subaquatiques pour des campagnes d'inventaire de la biodiversité, et un simple citoyen pourrait participer à des campagnes de science participative en collectant de petits morceaux d'éponge pour une étude.
Une limite est que différentes espèces d'éponges filtrent l’eau à des vitesses différentes (de même selon l'âge de l'individu et le contexte) ce qui ne permet pas de comparer des collections d’ADN venant d'éponges différentes. 
Paul Hebert (écologue à l'Université de Guelph au Canada), imagine des techno-éponges (biomimétisme) sillonnant les mers ou fixées pour collecter de la donnée environnementale

### Certaines espèces

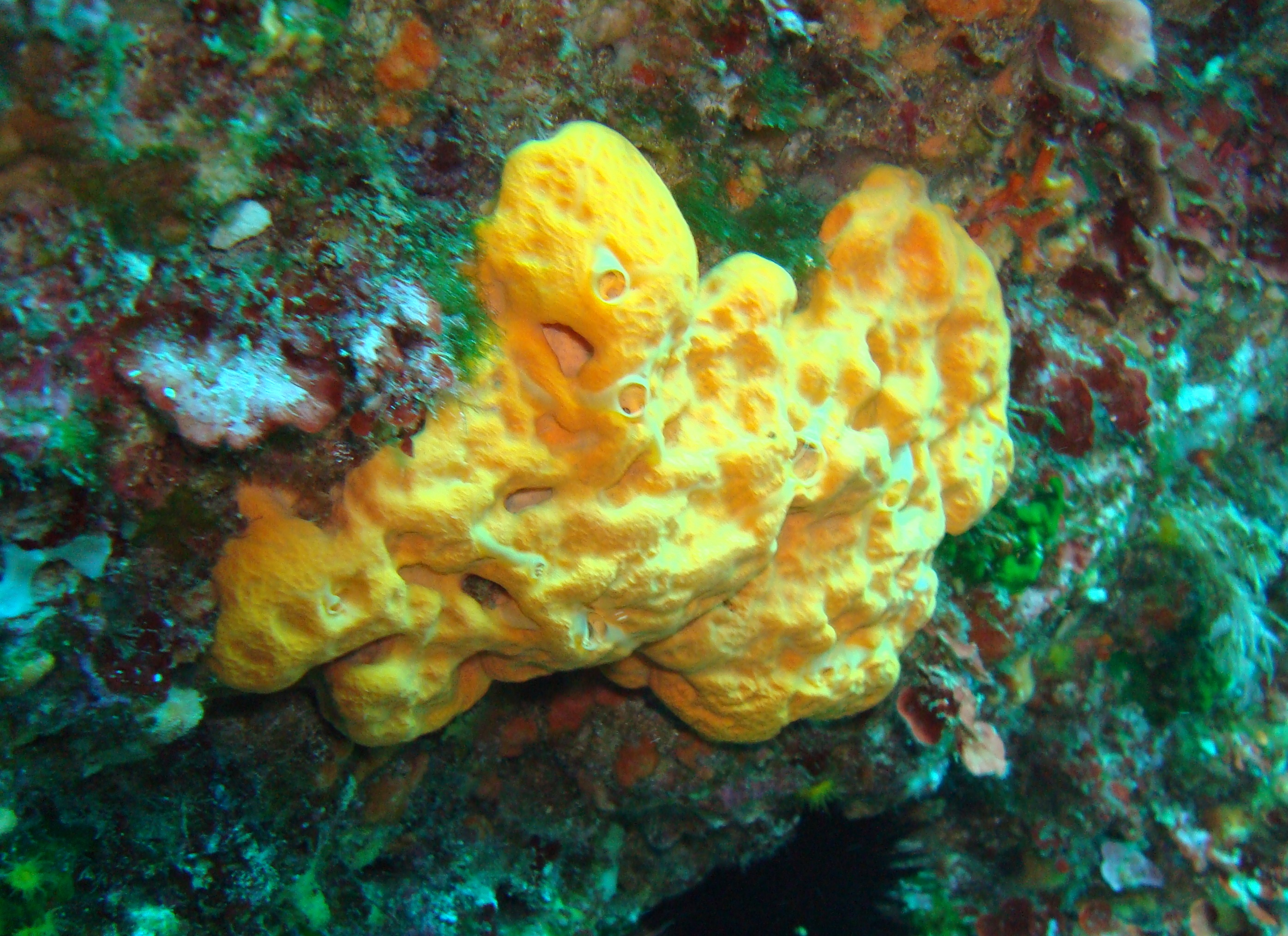
Agelas oroides (Agelasida)
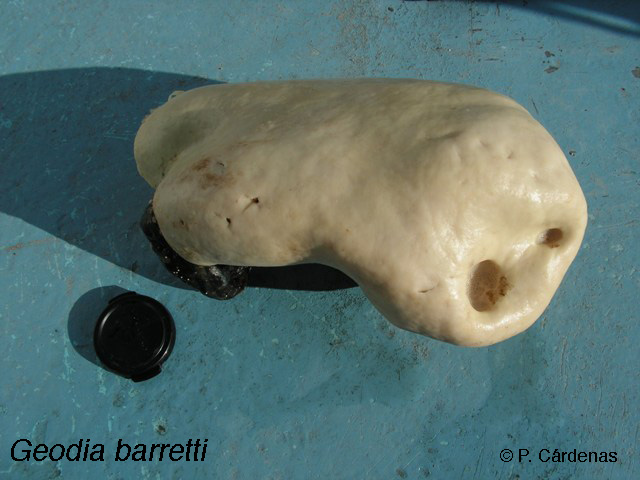
Geodia barretti (Tetractinellida)
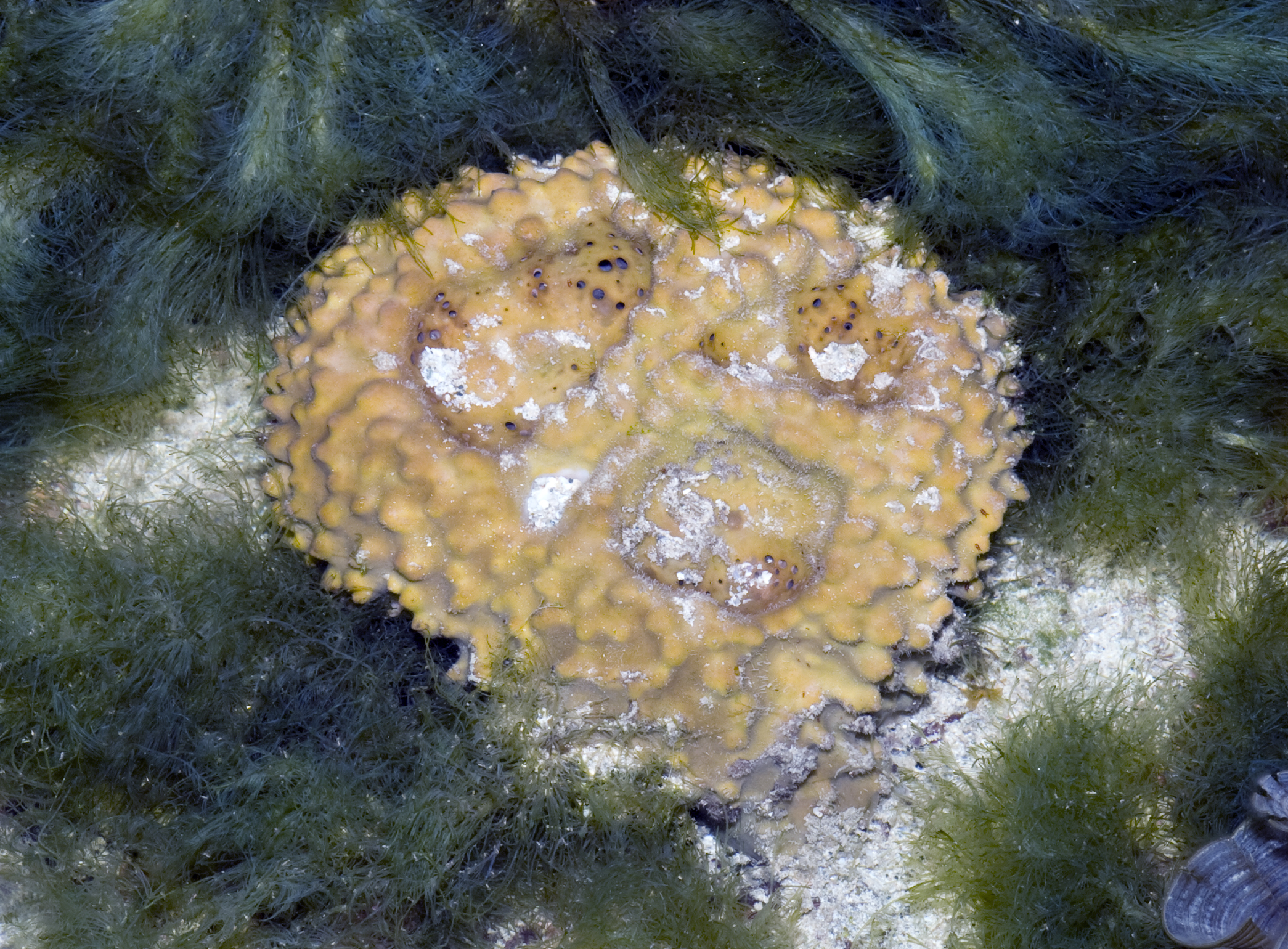
Rhabdastrella globostellata (Tetractinellida)
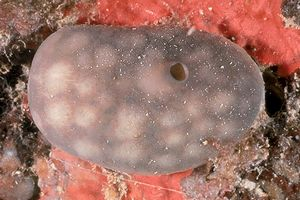
Chondrosia reniformis (Chondrosiida)
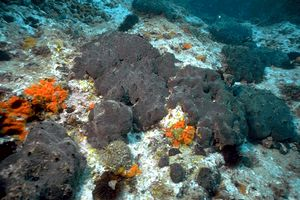
Spongia officinalis (Dictyoceratida)
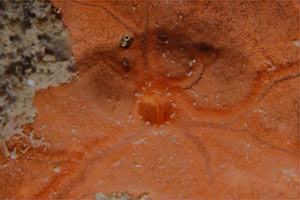
Spirastrella cunctatrix (Clionaida)
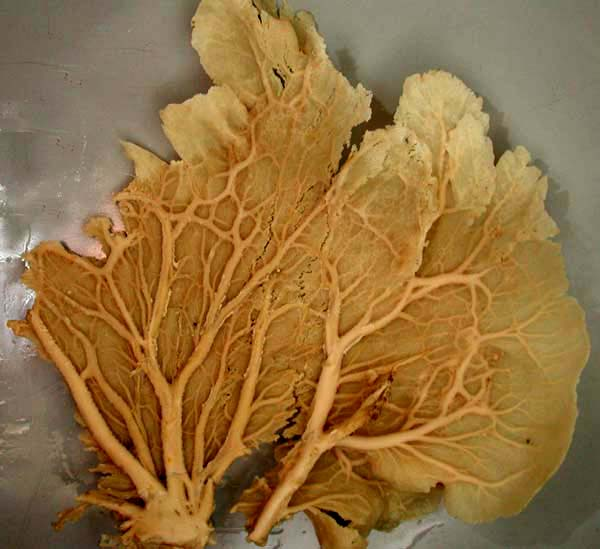
Phakellia sp. (Axinellidae)
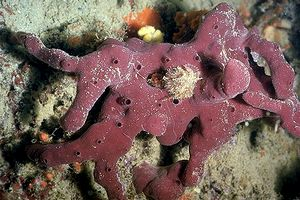
Petrosia ficiformis (Haplosclerida)
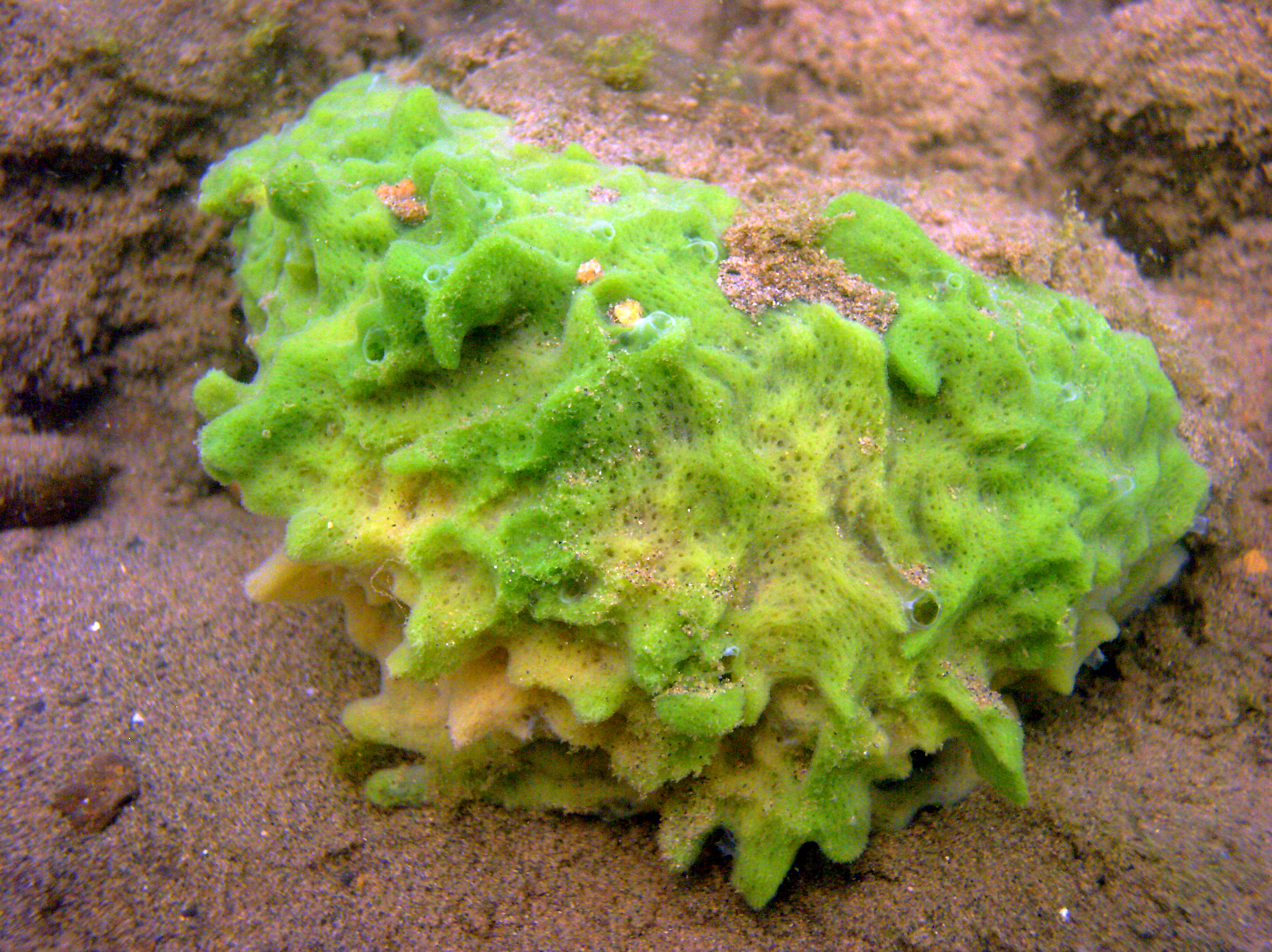
Spongilla lacustris U.S.A. (Spongillida)
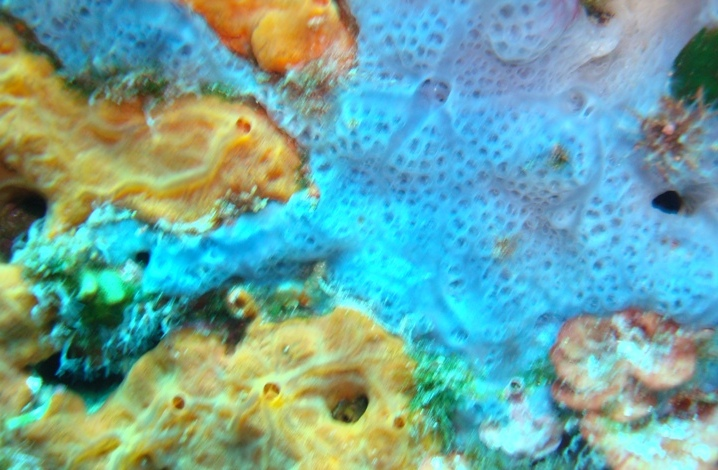
Phorbas tenacior (Poecilosclerida)
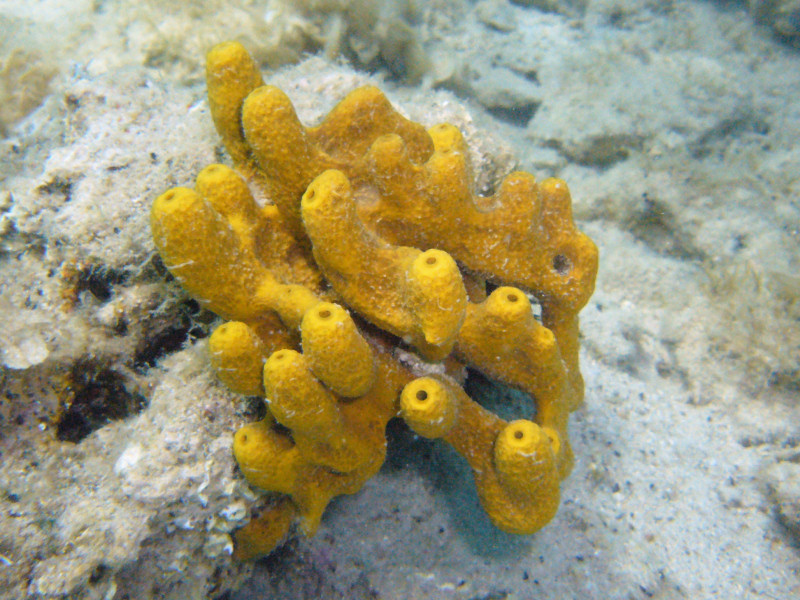
Aplysina aerophoba (Verongiida)